# Chrotogonus homalodemus
Chrotogonus homalodemus är en insektsart som först beskrevs av Blanchard 1836.  Chrotogonus homalodemus ingår i släktet Chrotogonus och familjen Pyrgomorphidae.

## Underarter
Arten delas in i följande underarter:
- C. h. homalodemus
- C. h. somalicus